# Bárbara Lourenço (1982)
Bárbara Alexandra Ribeiro Lourenço (Lisboa, 13 de maio de 1982) é uma actriz, dobradora e ilustradora portuguesa especializada em dobragem de séries animadas, assim como ilustradora de contos infantis.

## Biografia
Bárbara Lourenço estudou animação 2/3D na ETIC - Escola de Tecnologias Inovação e Criação, em Lisboa. Estudou teatro amador em Almada, tendo mais tarde, em 1999, especializado-se na dobragem de animação e imagem real, sendo hoje reconhecida por ser a voz oficial portuguesa de várias personagens Disney como Rapunzel em Entrelaçados, Anna em Frozen e a Repulsa em Divertida-Mente (Inside Out).
É também conhecida por ser a voz de diversas personagens de desenhos animados e séries de TV, como Katara em Avatar: A Lenda de Aang, Will Vandom em W.I.T.C.H., CeCe Jones em Shake It Up, Alya Cesaire e Sabrina Raincomprix em Miraculous Ladybug, e Applejack e Spike em My Little Pony: A Amizade É Mágica.

## Dobragens

### Filmes
- Scooby! (2020) - Daphne Blake
- Frozen II: O Reino do Gelo (2019) - Anna
- One Piece: Stampede (2019) - Nami
- O Filme Lego 2 (2019) - General Caos
- Ralph vs. Internet (2018) - Rapunzel, Anna
- Z-O-M-B-I-E-S (2018) - Lacey
- My Little Pony: The Movie - A Magia dos Póneis (2017) - Spike
- Os Super Heróis da Selva (2017) - ?
- The Boss Baby (2017) - Staci
- My Little Pony: Equestria Girls 4 (2016) - Applejack, Spike
- Divertida-Mente (Inside Out) (2015) - Repulsa[1]
- Cinderella (Live Action) (2015) - Ella/Cinderella
- My Little Pony: Equestria Girls 3 (2015) - Applejack, Spike
- My Little Pony: Equestria Girls 2 (2014) - Apllejack, Spike
- Stand by Me Doraemon (2014) - Shizuka, Mãe do Gigante
- Big Hero 6 - Os Novos Heróis  (2014) - Abigail Callaghan
- Frozen - O Reino do Gelo (2013) - Anna[2]
- Monstros: A Universidade (2013) - Claire Wheeler
- My Little Pony: Equestria Girls (2013) - Applejack, Spike
- One Piece: Especial Merry – Um Companheiro Diferente dos Outros (2013) - Nami, Going Merry
- One Piece: Especial Luffy – A Aventura na Ilha da Mão (2012) - Nami
- One Piece: Especial Nami – As Lágrimas da Navegadora e os Laços da Amizade (2012) - Nami, Bellemer
- Um Filme com os Padrinhos Mágicos: Cresce e Aparece Timmy! (2011) - Tootie
- Beyblade vs O Sol: O Agressor em Chamas, Sol Blaze (2010) - Madoka, Hikaru
- Entrelaçados (2010) - Rapunzel[3][4]
- O Castelo Andante (2004) - Sophie Hatter (Dobragem Netflix)
- A Família Thornberry: O Filme (2002) - Debbie Thornberry

### Séries animada
- Boku no Hero Academia (2019) - Ochaco Uraraka, Inko Midoriya, Momo Yaoyoruzo, Minoru Mineta
- She Ra e as Princesas do Poder (2018) - Perfuma/Flora, Pasteleira
- The Boss Baby: De Volta a Bombar (2018) - Staci
- The Dragon Prince (2018) - Rayla, Rainha Aanya de Duren
- Home: Adventures with Tip & Oh (2018) - Tip
- Marvel Spider-Man (2017) - Miss Marvel
- Entrelaçados: A Série (2017) - Rapunzel
- Caçadores de Trolls (2016-2018) - Barbara, Mary
- Elena de Avalor (2016) - Carla Delgado
- Naruto SD: Rock Lee (2016) - Sakura, Tenten
- Os Guardiões da Galáxia da Marvel (2015) - Lucy
- Miraculous: As Aventuras de Ladybug (2015) - Alya Cesaire/Rena Rouge, Sabrina Raincomprix
- Sailor Moon Crystal (2014) - Michiru Kaioh/Sailor Neptune, Hotaru Tomoe/Sailor Saturn
- Adivinha o Quanto Eu Gosto de Ti - As Aventuras do Lebrinha Cor de Mel (2013) - Esquilinho Cinzento
- Patrulha Pata (2013) - Skye
- Os Vingadores Unidos da Marvel (2013) - Miss Marvel
- O Supremo Homem-Aranha (2012) - Miss Marvel, Rapariga-Esquilo
- Doutora Brinquedos (2012) - Doutora
- Beyblade Shogun Steel (2012) - Madoka
- Kirarin Revolution  (2011) - kilari
- Beyblade Metal Fury (2011) - Madoka, Hikaru
- Mouk (2011) - Chavapa
- My Little Pony: A Amizade É Mágica (2010) - Applejack(2-6ª temporada), Spike, Scootaloo
- Os Fixóis (2010) - Perolina
- Beyblade Metal Masters (2010) - Madoka, Hikaru
- Beyblade Metal Fusion (2009) - Madoka, Hikaru
- Os Minijusticeiros (2008-2019) - Carmen, Flora, Mafalda
- Razzberry Jazzberry Jam (2008-2012) - Angélica, Princesa Perséfone, Rainha, Kass, Bela, Anita, Silvia, Monica
- Kid vs. Kat (2008-2011) - Cooper "Coop" Davis Burtonburguer
- Naruto Shippuden (2007) - Sakura, Hinata, Tsunade, Konohamaru
- Air Gear (2006) - Ringo
- Tsubasa RESERVoir CHRoNiCLE (2005) - Sakura, Souma, Masayoshi Saito
- W.I.T.C.H. (2005) - Will Vandom
- O Mundo de Todd (2005) - Sofia
- Winx (2004) - Bloom (1.ª temporada)
- Pokémon: Advanced (2004) - Ash Ketchum
- Pokémon Master Quest (2003) - Ash Ketchum
- Tokyo Mew Mew (2003) - Ichigo Momomiya (Dobragem SIC)
- Avatar: A Lenda de Aang (2003) - Katara
- Os Teen Titans: 2.ª - 4.ª Temporada (2003) - Starfire
- Beyblade G-Revolution (2003) - Hillary, Daichi
- Beyblade V-Force (2002) - Hillary, Osuma, Zeo
- Medabots: 2.ª Temporada (2002) - Kam, Erika, Ms. Nae (Dobragem City Som)
- Naruto (2002) - Sakura, Hinata, Tsunade, Konohamaru
- Baby Looney Tunes (2002) - Melissa, Petunia, Avozinha
- Gadget e os Gadgetinis (2002) - Penny
- As Espiãs! (2001) - Alex (3.ª temporada)
- Sonic Underground (1999) - Sonia (Dobragem KidsCo)
- One Piece (1999) - Nami, Coby (Pequeno), Nojiko, Bellemer, Tashigi, Mikita (Menina Valentina), Marianne (Menina Fim-de-Semana)
- Sakura: A Caçadora de Cartas (1998) - Mei Ling, Nakuru Akizuki/Ruby Moon
- Fancy Lala (1998) - Miho/Lala
- Azuki (1995) - Lisa, Billy
- Rugrats - Os meninos do coro (1991-2004) - Angelica Pickles (redobragem)
- Doraemon (1979/2005) - Shizuka, Dorami

### SériesLive-Action
- À Rédea Solta (2017) - Rosie
- Andi Mack (2017) - Brittany
- A Raven Voltou (2017) - Nia Baxter Carter
- Bizaardvark (2016) - Maya Jade Frank
- The Lodge (2016) - Kaylee
- Manual do Jogador para Quase Tudo (2015) - Franklin
- Melhores Amigas Sempre (2015) - Cyd
- The Next Step (2013) - Emily
- Casa de Anúbis (2011) - Patricia Williamson
- Shake It Up (2010) - CeCe Jones
- Victorious (2010) - Trina Vega
- Power Rangers: Samurai (2011) - Lauren (a Ranger Vermelha), Dayu
- Power Rangers: Ninja Storm (2003) - Tori (a Ranger Azul)
- Power Rangers: Força Selvagem (2002) - Taylor (a Ranger Amarela), Princesa Shayla